# Van (grad)
Van (kurdski: Wan, armenski: Վան) grad je na obali jezera Van na istoku Turske i glavni grad istoimene turske provincije Van koja broji 284 464 stanovnika.
Leži na istočnoj obali jezera Van na nadmorskoj visini od 1750 metara u plodnoj oazi u podnožju brda na kojem su ruševine drevnog kaštela. Većinu stanovništva grada čine Kurdi.
Van ima oštru i suhu kontinentalnu klimu s hladnim i snježnim zimama te vrućim i suhim ljetima. Kiše najviše padaju u proljeće i jesen. Prema Köppenovoj klasifikaciji klime grad ima polupustinjsku klimu (BSh, BSk). 
Trgovačko je središte stočarsko-poljoprivrednoga kraja poznatog po konjima, žitaricama, voću i povrću. Zbog razvijena stočarstva razvijena je i kožarska industrija. 
Turizam je sve značajnija grana gospodarstva jer je jezero Van, kao najveće u Turskoj, u novije vrijeme sve popularnija turistička destinacija, tako da grad ima zračnu luku s redovnim linijama za Ankaru i Istanbul.

## Povijest
Pod antičkim imenom Tušpa bio je prijestolnica Kraljevstva Urartu u 9. st. pr. Kr.
Regija Van u 7. st. pr. Kr. bila je pod kontrolom armenskih Orontida, a nakon toga Perzijanaca sve do sredine 6. st. pr. Kr. Aleksandar Veliki zauzeo je Van 331. pr. Kr., a nakon njegove smrti bio je u sastavu Seleukidskog Kraljevstva. Do početka 2. st. pr. Kr. bio je u sastavu Kraljevine Armenije. Za vrijeme vladavine armenskoga kralja Tigrana II., koji je osnovao grad Tigranakert u 1. st. pr. Kr., postao je važno središte. 

### Bizant i Kraljevstvo Vaspurakan
Bizant je kratko vladao regijom: od 628. do 640., sve do provale muslimanskih Arapa koji su vladali pokrajinom Armenijom od kraja 7. stoljeća. Slabljenje arapske moći omogućilo je lokalnim armenskim vladarima da ponovno preuzmu vlast, a među njima je dinastija Arcrunida postala najmoćnija – u početku su bili vazali Srednjovjekovnog Armenskog Kraljevstva, ali su 908. proglasili nezavisnost i osnovali svoje Kraljevstvo Vaspurakan. Posljednji kralj Vaspurakana Ivan Senekerim Arcruni predao je 1021. svoje kraljevstvo bizantskom caru koji je osnovao temu Vaspurakan na teritoriju bivšega kraljevstva.

### Pod Seldžucima
U taj kraj, koji se od tada zvao Vaspurakan, krajem 11. stoljeća počeli su navaljivati Turci Seldžuci, a nakon pobjede 1071. u Bitci kod Manzikerta cijela regija pala je pod njihovu kontrolu. Područjem su nakon njih vladali brojni lokalni muslimanski lideri, a onda Rimski sultanat koji je vladao Vanom 20 godina sve do polovice 13. stoljeća, kad je grad pao pod vlast Mongola. U 14. su stoljeću Vanom vladali Azeri, a nakon njih Timuridsko Carstvo.

### Za Osmanskoga Carstva
U prvoj su polovici 15. stoljeća Van i okolica postali zonom sukoba Osmanskog Carstva i Safavidskog Irana. Safavidi su zauzeli grad 1502., a Osmanlije su ga vratili pod svoju vlast 1515. i zadržali ga do 1520., kad su ga Safavidi ponovo zauzeli. Osmanlije su konačno i definitivno zagospodarili gradom 1543. i otada je Van bio zaseban sandžak u ajaletu Erzurum, a poslije u posebnom ajaletu Van od otprilike 1570. Od druge je polovice 19. stoljeća Van počeo igrati veću ulogu u politici Osmanskoga Carstva zbog svog položaja u blizini granice s perzijskim i ruskim Carstvom te zbog blizine Mosula u kojem je pronađena nafta.

### Prvi svjetski rat
U vrijeme Prvog svjetskog rata Van se našao na prvoj liniji fronte između Carske Rusije i Osmanskog carstva u Kavkaskoj kampanji. Snage Carske Rusije zauzele su grad i držale ga pod okupacijom od 1915. do 1917. Posljedice tog rata osobito je osjetilo nekoć većinsko stanovništvo grada  – Armenci koji su masovno deportirani ili pobijeni, tako da ih danas gotovo i nema. Na kraju tog rata Van je bio u ruševinama i gotovo potpuno prazan. Nakon rata obnovljen je nekoliko kilometara istočno od drevnog kaštela Van Kalesija.
Na osnovu Mirovnog ugovora u Sèvresu iz kolovoza 1920. Van je trebao pripasti Demokratskoj Republici Armeniji, ali su mladoturci pod vodstvom Mustafe Kemala Ataturka odbacili taj ugovor, nastavili se boriti i ponovno zauzeli Van do kraja godine. Nakon tog sklopljen je novi dogovor – Mirovni ugovor iz Lausanne (1923.), na osnovu kojeg je Van pripao Turskoj.
Van je, kao i obližnji grad Erciş (60 km sjeverno), 23. listopada 2011. pogodio potres magnitude 7,2 po Richteru. Poginulo je više stotina ljudi i porušeno je na desetke zgrada.